# Europejski Kongres Gospodarczy

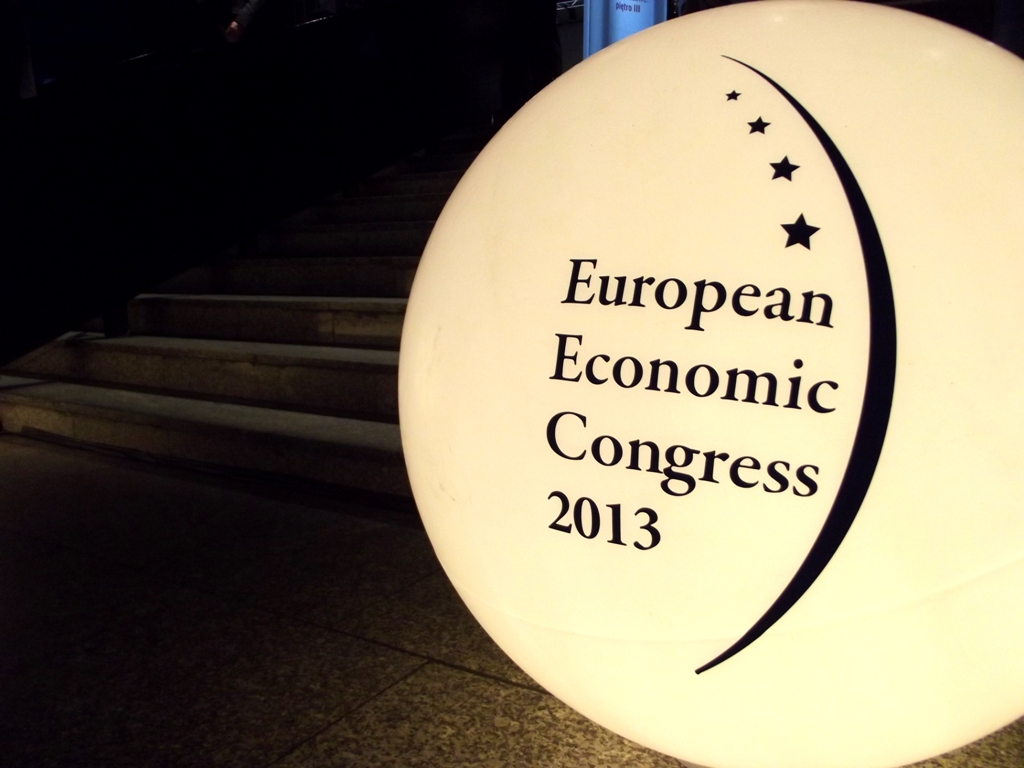
Europejski Kongres Gospodarczy 2013

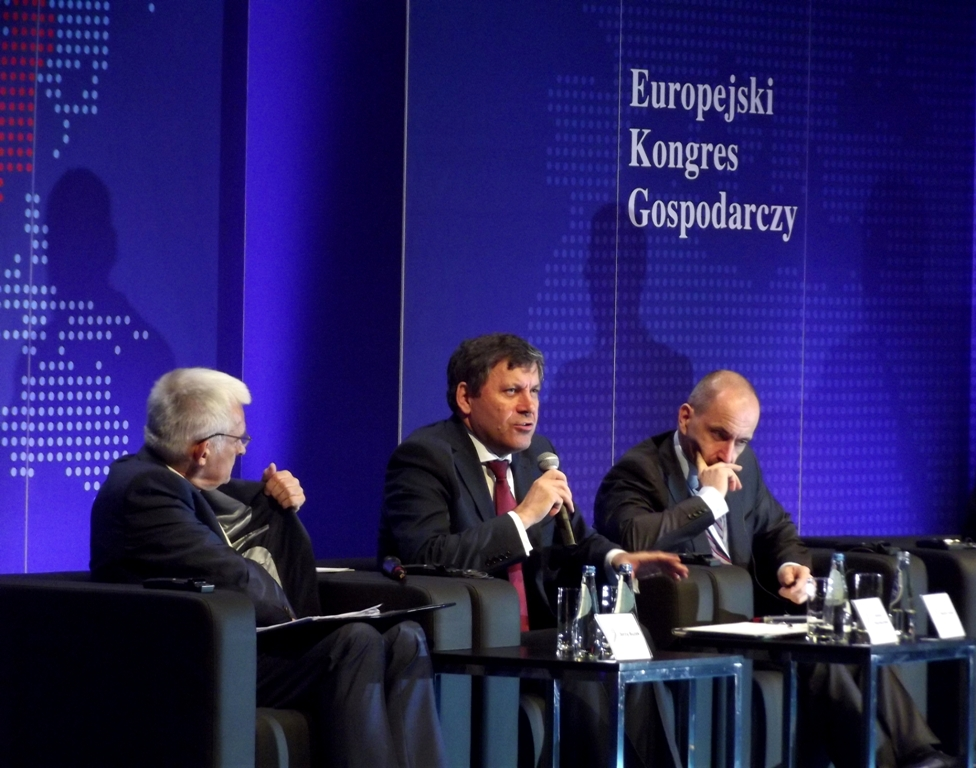
Jerzy Buzek, Janusz Piechociński i Martin Kuba

Europejski Kongres Gospodarczy (ang. European Economic Congress, EEC) – cykliczne wydarzenie odbywające się w Katowicach. Pomysłodawcą i organizatorem Kongresu od pierwszej edycji jest grupa Polskie Towarzystwo Wspierania Przedsiębiorczości, wydawca m.in. Miesięcznika Gospodarczego Nowy Przemysł oraz portalu wnp.pl. Honorowym Przewodniczącym Rady Patronackiej – Komitetu Organizacyjnego Kongresu jest Jerzy Buzek. EEC w krótkim czasie stał się najważniejszą imprezą biznesową w Europie Centralnej. Uczestniczy w niej duża liczba osobistości świata polityki, biznesu, nauki, ekonomii i mediów. Z każdą kolejną edycją wzrasta skala wydarzenia.
Europejski Kongres Gospodarczy to trzydniowy cykl debat, spotkań i wydarzeń towarzyszących z udziałem gości z Polski i z zagranicy. Ideą Kongresu jest integracja europejskich przedsiębiorców, budowanie wśród nich świadomości wartości wspólnoty oraz nakreślenie kierunku działań Europy. Tematyka EEC obejmuje najbardziej istotne kwestie dla rozwoju gospodarczego i społecznego Europy.

## Edycje

### Europejski Kongres gospodarczy 2009
EEC 2009 odbywał się w dniach 15-17 kwietnia 2009 r. W pierwszej edycji wzięło udział ponad trzy tysiące gości, ponad 300 prelegentów, 14 reprezentantów polskiego rządu oraz pięciu komisarzy unijnych. Na Kongresie obecni byli m.in. Donald Tusk, Jerzy Buzek, Danuta Hübner, Leszek Balcerowicz oraz, za pośrednictwem multimediów, José Manuel Durão Barroso. Pierwszego dnia rozmawiano o kryzysie gospodarczym i pakiecie klimatyczno-energetycznym. Tematami drugiego dnia były innowacje, partnerstwo publiczno-prywatne i poszczególne sektory gospodarki europejskiej. Najważniejszym wydarzeniem ostatniego dnia była inauguracja programu Wspólnoty Wiedzy i Innowacji w ramach Europejskiego Instytutu Technologicznego.
Media uznały EEC 2009 za największą imprezę biznesową Europy Środkowej.

### Europejski Kongres gospodarczy 2010
Druga edycja początkowo miała mieć miejsce w dniach 14-16 kwietnia, jednak została przeniesiona na dni 31 maja - 2 czerwca, ze względu na katastrofę smoleńską. Wydarzenie gospodarcze zgromadziło ponad 4000 uczestników, a w 60 sesjach tematycznych wzięło udział niemal 700 panelistów. Debaty, sesje, a także liczne imprezy towarzyszące odbywały się w 10 katowickich lokalizacjach. Wydarzenia i tematy z Kongresu były relacjonowane przez ponad 300 przedstawicieli mediów.
Rozmawiano m.in. o problemach globalnej gospodarki, wyzwaniach stojących przed Europą i Polską oraz rozwoju technologicznym. Wydarzenie uświetnili: Bronisław Komorowski, Jerzy Buzek, Michał Boni, Johannes Hahn, Lech Wałęsa.

### Europejski Kongres gospodarczy 2011
III Europejski Kongres Gospodarczy zgromadził 6 tys. gości i 900 panelistów, którzy między 16 a 18 maja debatowali o europejskiej ekonomii. W tej edycji wzięło udział m.in. czterech premierów krajów Europy Środkowej: Donald Tusk, Jadranka Kosor, Petr Nečas, Viktor Orbán; Komisarze UE: Antonio Tajani, Janusz Lewandowski, Danuta Hübner, Peter Mandelson, Günter Verheugen; a także czterech polskich ministrów: Elżbieta Bieńkowska, Aleksander Grad, Andrzej Kraszewski, Barbara Kudrycka. Najważniejszymi wątkami wydarzenia były konkurencyjna gospodarka Europy oraz polityka energetyczna i pakiet klimatyczny. Dyskutowano również o wszystkich najważniejszych branżach przemysłu.
Zorganizowanie Europejskiego Kongresu Gospodarczego w roku 2011 kosztowało 5,5 miliona złotych, z czego z pieniędzy publicznych wydanych zostało 500 tysięcy złotych.

### Europejski Kongres gospodarczy 2012
Europejski Kongres Gospodarczy 2012 odbył się w dniach 14-16 maja 2012 r., w Katowicach. Uczestniczyło w nim około 6 tys. gości i 900 prelegentów. Wydarzenie komentowało pół tysiąca przedstawicieli mediów. Kongres uroczyście zainaugurował Bronisław Komorowski, a w sesji inauguracyjnej głos zabrali ponadto Waldemar Pawlak, Janusz Lewandowski, Barbara Kudrycka, Jerzy Buzek, a także przedstawiciele polskiego rządu i najwyższe władze województwa śląskiego. W IV edycji Kongresu udział wzięli również m.in.: Zoltán Cséfalvay - Wiceminister, Ministerstwo Gospodarki Narodowej, Węgry; Mikuláš Dzurinda, Joschka Fischer, Ivo Hlaváč - Wiceminister, Dyrektor ds. Ochrony Środowiska, Ministerstwo Środowiska, Czechy.
Wiodącymi tematami EEC 2012 były „Europa 2020” czyli unijna strategia, która ma odpowiedzieć na wyzwania kryzysu zadłużeniowego i spowolnienia gospodarczego, tzw. Mapa drogowa europejskiej energetyki 2050, określająca drogę dojścia do gospodarki niskoemisyjnej, zagadnienia z obszaru innowacyjności, Unia Europejska i kraje Europy Centralnej wobec spowolnienia gospodarczego czy forum współpracy gospodarczej Europy i Chin. Nie zabrakło specjalistycznych dyskusji na tematy m.in.: energetyki, finansów, transportu, górnictwa, hutnictwa, ciepłownictwa, rynku gazu czy budownictwa jak również Mistrzostw Europy w Piłce Nożnej 2012.

## Najważniejsze Wydarzenia Towarzyszące

### Relacje gospodarcze Polska – Czechy
Wydarzenie odbyło się 29 marca 2012 roku w Ambasadzie Rzeczypospolitej Polskiej w Pradze. Zapowiadało ono IV Europejski Kongres Gospodarczy. Jego celem było omówienie polskich i czeskich interesów. Wymiana poglądów podczas forum pozwala na stwierdzenie, że stosunki gospodarcze między Polską i Czechami są bardzo dobre. Kraje przedstawiły identyczne stanowisko ws. polityki klimatycznej.

### Antykongres
W roku 2011 Federacja Anarchistyczna zorganizowała protest przeciwko Europejskiego Kongresu Gospodarczego. Skutkiem tego była analiza kosztów społecznych i finansowych EKG. Protest był kontynuowany w roku 2012.